# Place George-V
La place George-V est une place publique de la ville de Québec.
Située face au manège militaire de Québec, elle longe la Grande Allée, de laquelle elle est séparée du parc de la Francophonie. D'une superficie totale de 6 500 m2, la place est la propriété du Ministère de la Défense nationale. On y retrouve quatre monuments rendant hommage aux militaires.

## Historique

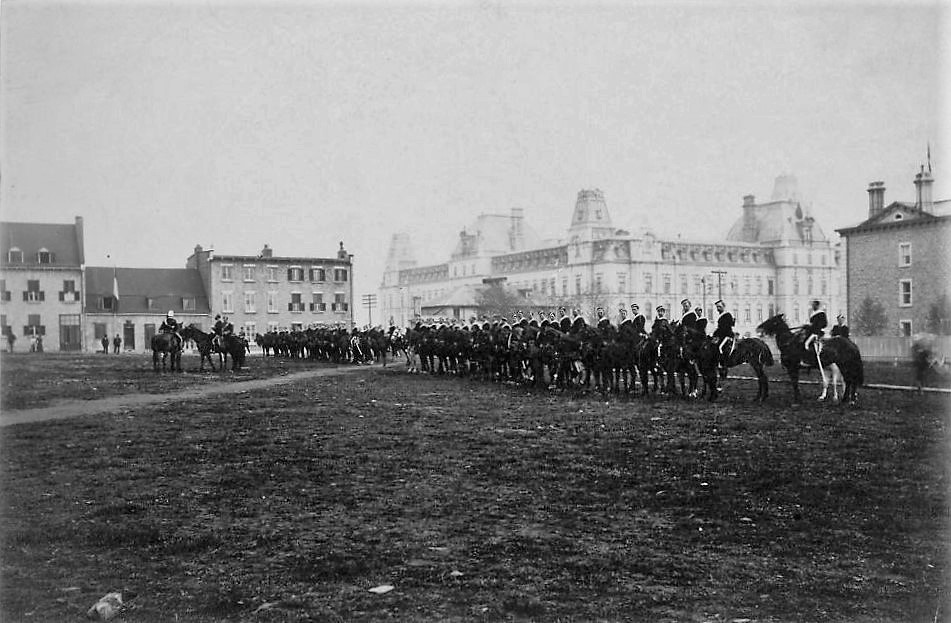
Représentation équestre de la Milice sur la place en 1917.

Avec la construction du manège militaire de Québec en 1885, l'espace devant le bâtiment devient un terrain de parade pour les militaires. Le 20 avril 1917, le terrain est nommé « place George-V » en l'honneur du roi George V. Ce dernier avait visité Québec à quatre reprises, dont en 1908 pour le tricentenaire de Québec.
En 2019, le festival d'été de Québec présente pour la première fois des spectacles sur la place, où l'on peut « recevoir jusqu'à 15 000 spectateurs, comparativement à 10 000 pour le parc de la Francophonie ». Le 17 novembre 2020, le gouvernement canadien annonce une restauration de la place afin de mieux répondre aux nouveaux besoins, dont la tenue d'événements festifs. Le 22 avril 2021, un contrat de 454 928 $ est attribué pour la conception des plans et devis. Les travaux se terminent en juin 2023.

## Monuments
On retrouve quatre monuments sur la place, :
1. Monument Short-Wallick (24051-077[8]) : œuvre de Philippe Hébert inaugurée en 1891 par le maire Jules-Joseph-Taschereau Frémont, elle rend hommage au major Charles John Short et au sergent George Wallick, deux militaires de la batterie B du Régiment royal de l'Artillerie canadienne qui ont péri le 16 mai 1889 en combattant un incendie dans le quartier Saint-Sauveur.
2. Monument de guerre du Royal 22e Régiment (24051-005[9]) : œuvre d'André Gauthier inaugurée en 1989, elle rend hommage au Royal 22e Régiment à l'occasion du 75e anniversaire de ce corps militaire.
3. Statue commémorative des Voltigeurs de Québec (24051-027[10]) : œuvre de Raoul Hunter inaugurée en 1990, elle représente un membre des Voltigeurs de Québec lors de la Rébellion du Nord-Ouest de 1885.
4. Monument de la Bravoure : inauguré en 2010 par la ministre Josée Verner, il rend hommage aux militaires pour la défense de la « paix, de la justice et de la liberté ». Il est financé par des auditeurs des radios CHOI-FM et CHXX-FM par l'achat d'autocollants « Merci aux troupes » au cœur de la guerre d'Afghanistan.

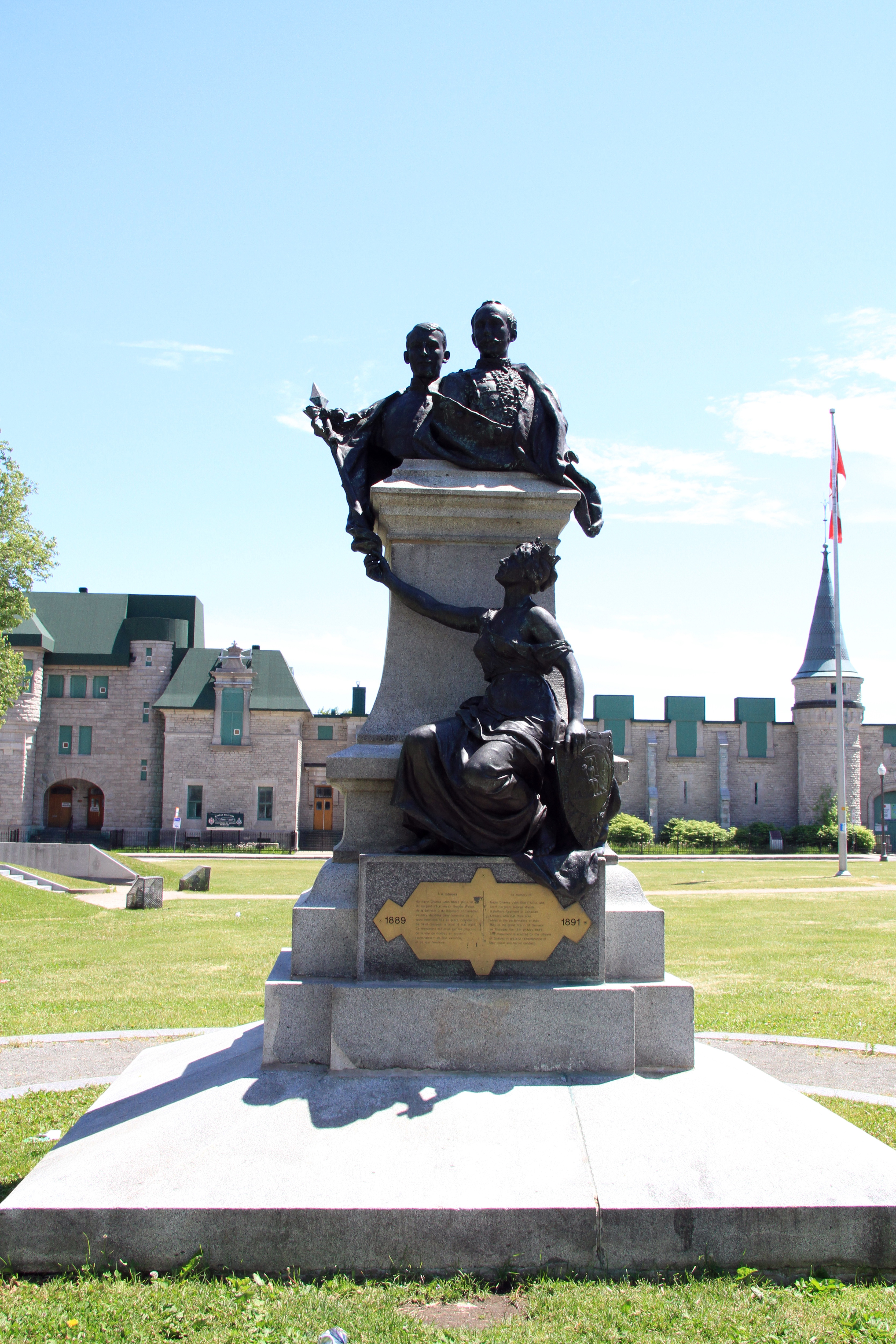
Monument Short-Wallick
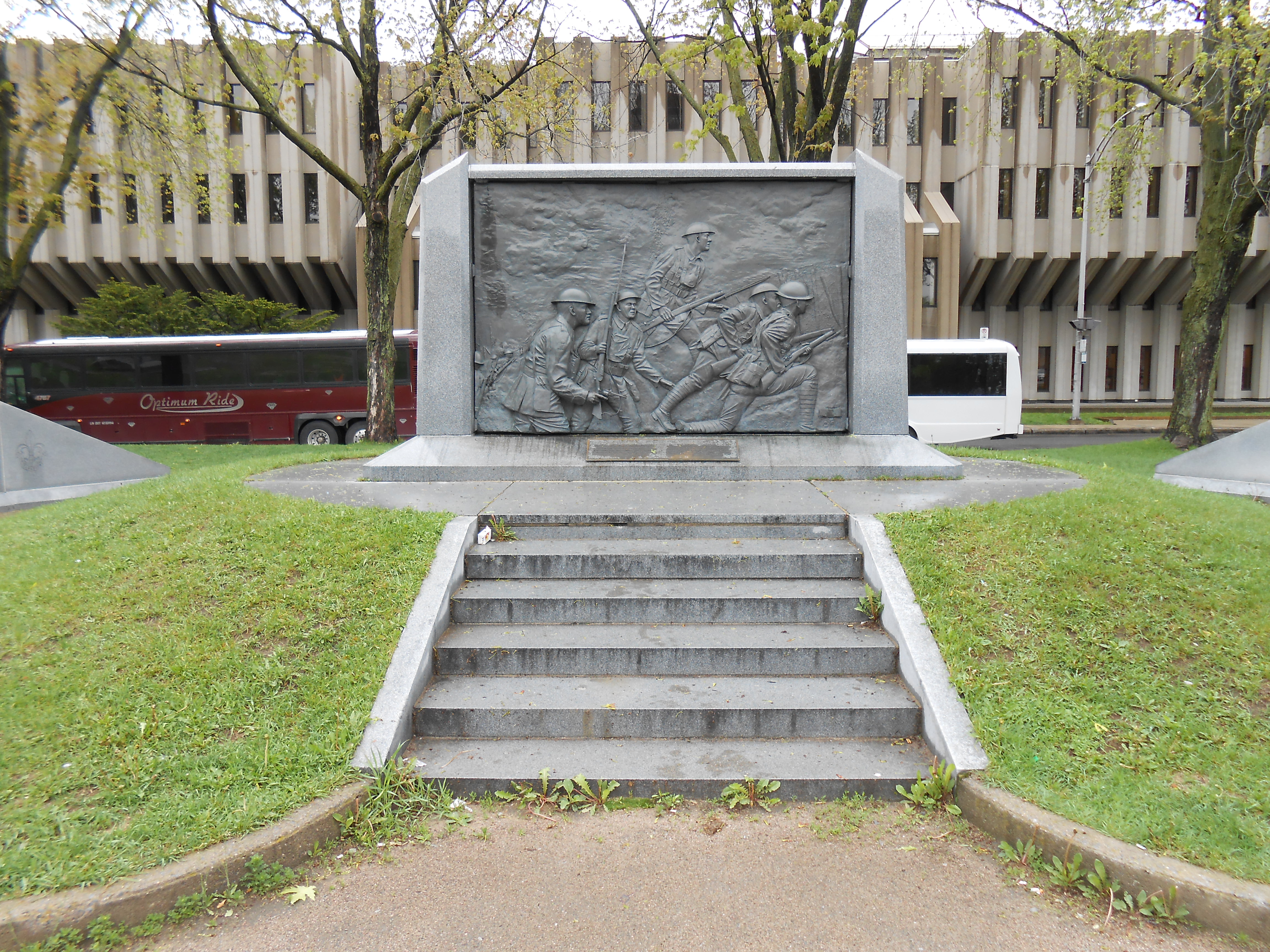
Monument de guerre du Royal 22e Régiment
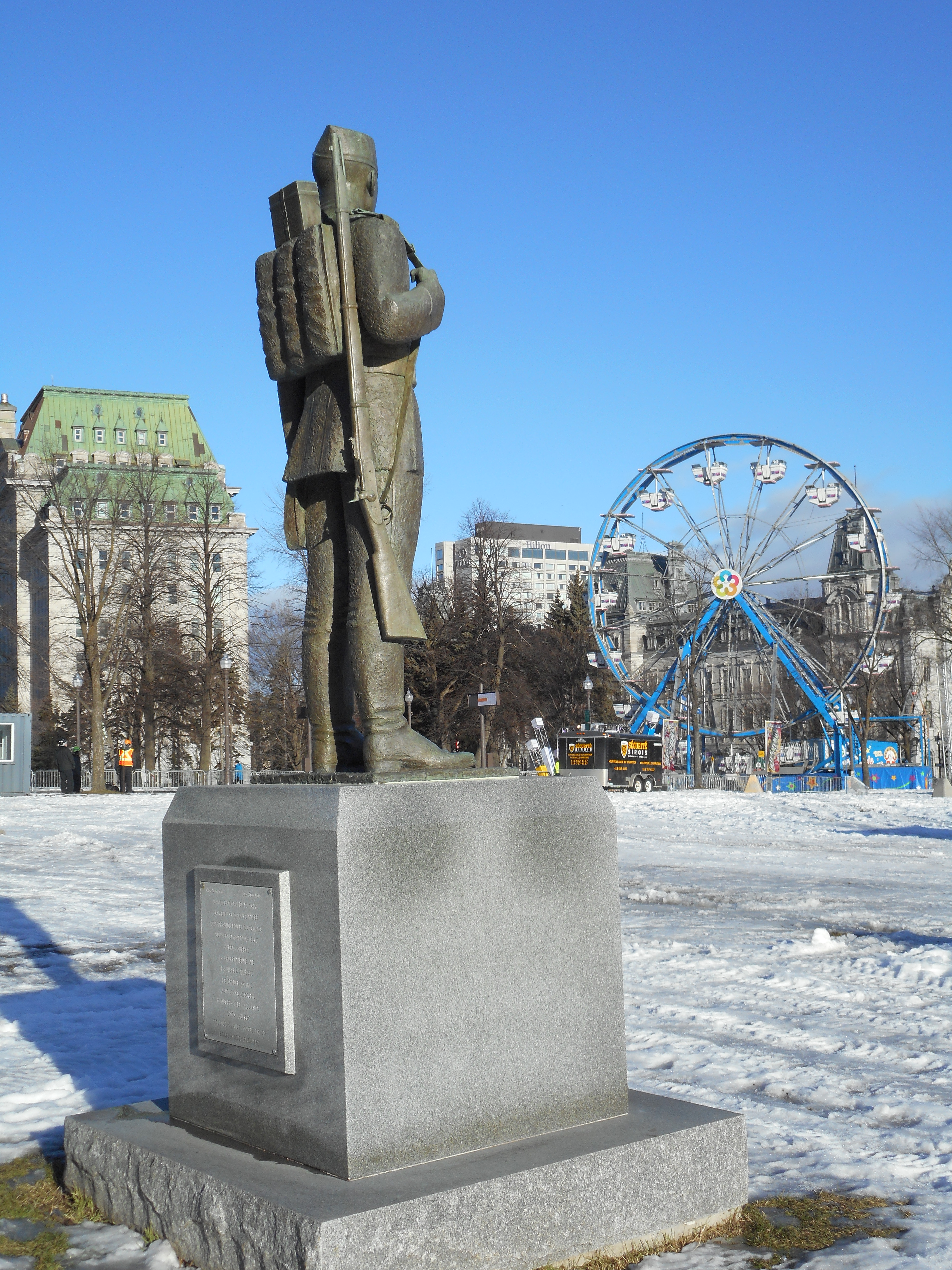
Statue commémorative des Voltigeurs de Québec
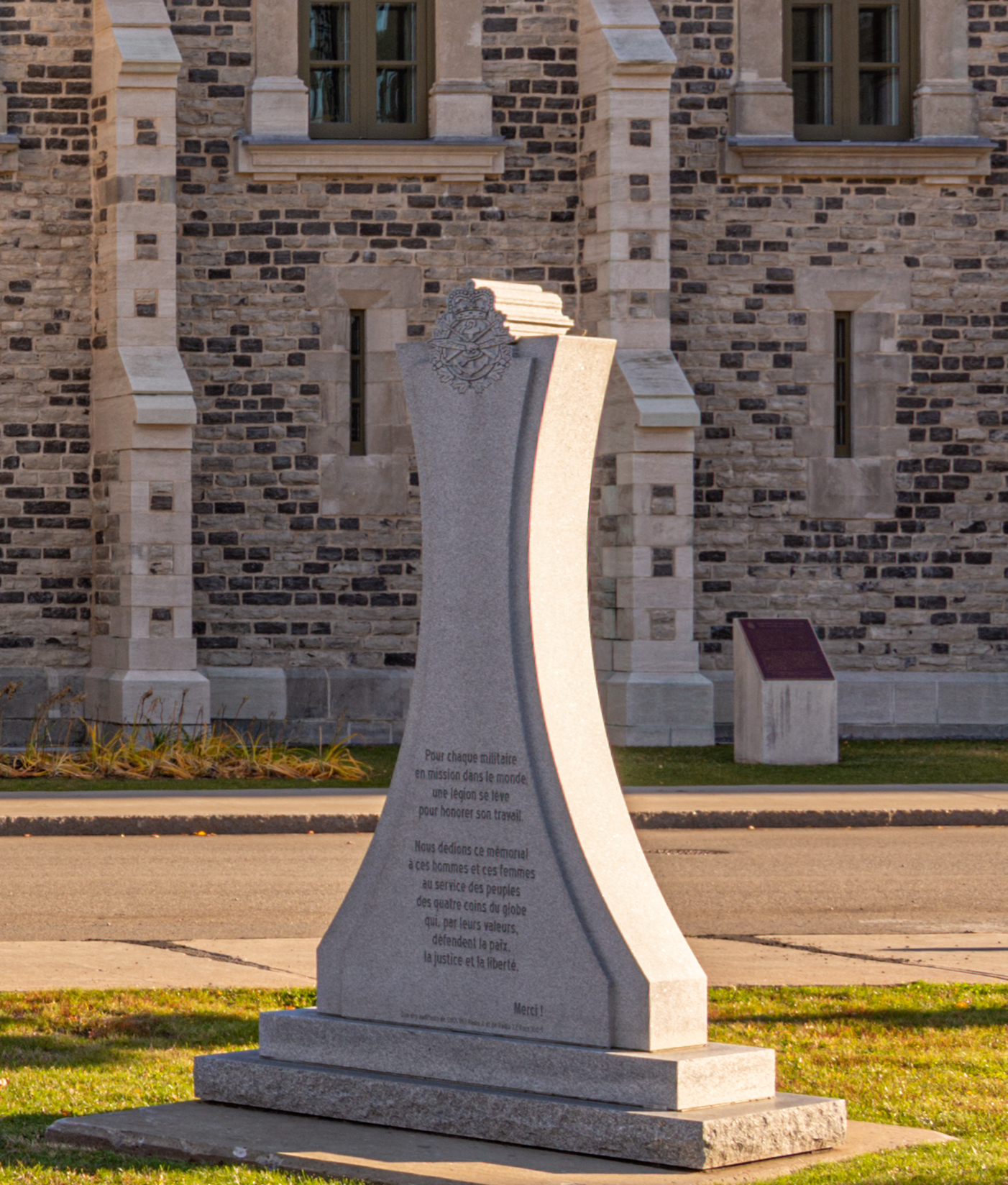
Monument de la Bravoure